# ニンバス (1910年生の競走馬)
ニンバス（Nimbus、1910年生）は、フランスで生産・調教された競走馬、種牡馬。「ニンバス」と名付けられた馬は他にもいるので、区別のため「ニンバスII (Nimbus II)」とも呼ばれる。
種牡馬として1899年のイギリスクラシック三冠馬フライングフォックスを所有していたエドモン・ブランによって生産された。本馬もブルードメアサイアーにフライングフォックスを持つ。
カルヴァドス県ヴィクト＝ポンフォルにヴィクト牧場 (Haras de Victot) を所有していた、フランスを代表する馬産家兼馬主のアレクサンドル・オーモン (Alexandre Aumont) の持ち馬となった。シャンティイ競馬場のジョージ・カニントン・シニア (George Cunnington, Sr.) 厩舎で調教され、フランスで複数のステークス競走を勝利した。
引退後は種牡馬となった。代表産駒に、1923年のジョッケクルブ賞（フランスダービー）や1924年のオステンド国際大賞（フランス語: Grand International d'Ostende）に優勝したルカプサン（フランス語: Le Capucin）がいる。

## 競走成績
- 1912年（2歳）
  - 7月30日 - Premier Critérium（シャンティイ競馬場1100m）3着[1]
  - 9月4日 - ヴィリエ賞（シャンティイ競馬場1400m）1着[2]
- 1913年（3歳）
  - 5月11日 - グレフュール賞（シャンティイ競馬場2100m）1着[3]
  - 6月4日 - ダービーステークス（エプソム競馬場12f）4着[4][注 1]
  - 6月15日 - ジョッケクルブ賞（シャンティイ競馬場2400m）4着[5]
  - 9月24日 - ラクープドール[注 2]（メゾンラフィット競馬場2000m）1着[6]
  - 10月5日 - コンセイユミュニシパル賞[注 3]（ロンシャン競馬場2400m）1着[7]
- 1914年（4歳）
  - 4月5日 - サブロン賞[注 4]（ロンシャン競馬場2000m）1着[8]
  - 4月15日 - ボイアール賞[注 5]（メゾンラフィット競馬場2000m）1着[9]
  - 5月7日 - カドラン賞（ロンシャン競馬場4000m）1着[10]
  - 5月10日 - ビエナル賞[注 6]（ロンシャン競馬場3000m）1着[11]
  - 7月5日 - フランス共和国大統領賞[注 7]（メゾンラフィット競馬場2500m）着外[12]

## 血統表
| Nimbusの血統    | Nimbusの血統                     | Nimbusの血統                     | （血統表の出典）                 | （血統表の出典）    |
| 父系            | ヘロド系                         | ヘロド系                         | ヘロド系                         | [ § 2 ]             |
| 父 Elf 1893     | 父の父Upas 1883                  | Dollar                           | The Flying Dutchman              | The Flying Dutchman |
| 父 Elf 1893     | 父の父Upas 1883                  | Dollar                           | Payment                          |                     |
| 父 Elf 1893     | 父の父Upas 1883                  | Rosemary                         | Skirmisher                       | Skirmisher          |
| 父 Elf 1893     | 父の父Upas 1883                  | Rosemary                         | Vertumna                         |                     |
| 父 Elf 1893     | 父の母Analogy 1874               | Adventurer                       | Newminster                       | Newminster          |
| 父 Elf 1893     | 父の母Analogy 1874               | Adventurer                       | Palma                            |                     |
| 父 Elf 1893     | 父の母Analogy 1874               | Mandragora                       | Rataplan                         | Rataplan            |
| 父 Elf 1893     | 父の母Analogy 1874               | Mandragora                       | Manganese                        |                     |
| 母 Nephte 1903  | 母の父Flying Fox 1896            | Orme                             | Ormonde                          | Ormonde             |
| 母 Nephte 1903  | 母の父Flying Fox 1896            | Orme                             | Angelica                         |                     |
| 母 Nephte 1903  | 母の父Flying Fox 1896            | Vampire                          | Galopin                          | Galopin             |
| 母 Nephte 1903  | 母の父Flying Fox 1896            | Vampire                          | Irony                            |                     |
| 母 Nephte 1903  | 母の母Fanny 1888                 | Isonomy                          | Sterling                         | Sterling            |
| 母 Nephte 1903  | 母の母Fanny 1888                 | Isonomy                          | Isola Bella                      |                     |
| 母 Nephte 1903  | 母の母Fanny 1888                 | Frivola                          | George Frederick                 | George Frederick    |
| 母 Nephte 1903  | 母の母Fanny 1888                 | Frivola                          | Madame Eglentine                 |                     |
| 母系(F-No.)     | 5号族(FN:5-i)                    | 5号族(FN:5-i)                    | 5号族(FN:5-i)                    | [ § 3 ]             |
| 5代内の近親交配 | Galopin：M4×M5, Stockwell：S5×M5 | Galopin：M4×M5, Stockwell：S5×M5 | Galopin：M4×M5, Stockwell：S5×M5 | [ § 4 ]             |
| 出典            | 1. 2. 3. 4.                      | 1. 2. 3. 4.                      | 1. 2. 3. 4.                      | 1. 2. 3. 4.         |